# 20世紀少年 (映画)
『本格科学冒険映画 20世紀少年』（ほんかくかがくぼうけんえいが にじゅっせいきしょうねん）は、浦沢直樹による漫画『20世紀少年』を原作として制作された日本映画のシリーズ。堤幸彦監督、唐沢寿明の主演で2008年から2009年にかけて3部作で公開された。
第1章『終わりの始まり』（おわりのはじまり）は2008年8月30日、第2章『最後の希望』（さいごのきぼう）は2009年1月31日、最終章『ぼくらの旗』（ぼくらのはた）は2009年8月29日に公開された。製作は日本テレビを筆頭に16社。制作プロダクションはシネバザール、オフィスクレッシェンド。配給は東宝。日本テレビ開局55年記念作品。
日本の劇場公開では、3部作が複数の週にわたって週末観客動員数1位を記録し、最終興行収入は3部作総額で110億円にのぼる。映画完結後も、未公開シーンを加え劇場版と異なるラストを収録したDVD・Blu-ray Discの発売、地上波テレビにて『20世紀少年 サーガ』と題した再編集バージョンが放送された。

## 製作
総制作費60億、総キャスト数300名を動員して製作された。2008年の1月から6月まで第1章と第2章の前半の撮影が、8月から第2章の後半と最終章の撮影がそれぞれ行われた。
第1章は20世紀（西暦1997、2000年）、第2章は21世紀（西暦2015年）、最終章はともだち暦3年（西暦2017年）をそれぞれ基本的な舞台としつつ、ケンヂたちの少年時代である1969年頃の出来事も随所で描かれている。

### 脚本
原作と異なる展開となる映画について、脚本を手がけた作者の浦沢は「もうひとつの『20世紀少年』として観ていただければと。ただ、映画を見終わったときの“風合い”が原作と同じであれば、観た人は納得してくれると思うんですよ」と語っている。
浦沢は堤幸彦監督について、「ね!」と一言いえば「そうそう」と通じる何かがあり、安心して脚本を渡せたと語っている。一方、企画・脚本の長崎尚志は、長崎と浦沢の原作チームと映画サイドでは意見がバラバラで毎回激論となり大変だったと証言している。例えば脚本に関しては、第1章と第2章は脚本段階で約3時間あったものを2時間ほどに収めたものの、最終章は脚本段階で約4時間半あったため、「4部作にして『21世紀少年』やるか」という話も出たという。
なお、映画独自の展開となる最終章のラスト10分については「原作を読んでないお客さんも多いし、それなら原作よりではなく映画『20世紀少年』の方向でいこう」ということで製作スタッフ全員の意見が一致したとしている。

## キャスト
| キャラクター名            | キャラクター名            | キャスト                   | 第1章 | 第2章 | 最終章 |
| ------------------------- | ------------------------- | -------------------------- | ----- | ----- | ------ |
| ケンヂ/遠藤健児           | 現在                      | 唐沢寿明                   | ○     | ○     | ○      |
| ケンヂ/遠藤健児           | 中学生                    | 田辺修斗                   | ○     |       | ○      |
| ケンヂ/遠藤健児           | 幼少                      | 西山潤                     | ○     | ○     | ○      |
| オッチョ/落合長治         | 現在                      | 豊川悦司                   | ○     | ○     | ○      |
| オッチョ/落合長治         | 幼少                      | 澤畠流星                   | ○     | ○     | ○      |
| ユキジ/瀬戸口雪路         | 現在                      | 常盤貴子                   | ○     | ○     | ○      |
| ユキジ/瀬戸口雪路         | 幼少                      | 松元環季                   | ○     | ○     | ○      |
| カンナ/遠藤カンナ         | 現在                      | 平愛梨                     | ○     | ○     | ○      |
| カンナ/遠藤カンナ         | 幼少                      | 畠山彩奈                   | ○     | ○     | ○      |
| カンナ/遠藤カンナ         | 乳児                      | 梅垣日向子                 | ○     |       |        |
| ヨシツネ/皆本剛           | 現在                      | 香川照之                   | ○     | ○     | ○      |
| ヨシツネ/皆本剛           | 幼少                      | 小倉史也                   | ○     | ○     | ○      |
| マルオ/丸尾道浩           | 現在                      | 石塚英彦（ホンジャマカ）   | ○     | ○     | ○      |
| マルオ/丸尾道浩           | 幼少                      | 安西壱哉                   | ○     | ○     | ○      |
| カツマタ/勝俣忠信         | 中学生                    | 神木隆之介                 |       |       | ○      |
| カツマタ/勝俣忠信         | 幼少                      | 黒羽洸成                   | ○     | ○     | ○      |
| フクベエ/服部哲也         | 現在                      | 佐々木蔵之介               | ○     | ○     | ○      |
| フクベエ/服部哲也         | 幼少                      | 上原陸                     | ○     | ○     | ○      |
| 漫画家・角田              | 漫画家・角田              | 森山未來                   | ○     | ○     | ○      |
| 漫画家・金子              | 漫画家・金子              | 手塚とおる                 |       | ○     | ○      |
| 漫画家・氏木              | 漫画家・氏木              | 田鍋謙一郎                 |       | ○     | ○      |
| ジジババ                  | ジジババ                  | 研ナオコ                   | ○     | ○     | ○      |
| ジジババのジジ(写真)      | ジジババのジジ(写真)      | 田中健                     | ○     |       |        |
| 万丈目胤舟                | 万丈目胤舟                | 石橋蓮司                   | ○     | ○     | ○      |
| 神様                      | 神様                      | 中村嘉葎雄                 | ○     | ○     | ○      |
| キリコ/遠藤貴理子         | キリコ/遠藤貴理子         | 黒木瞳                     | ○     | ○     | ○      |
| ヤマさん/山崎             | ヤマさん/山崎             | 光石研                     | ○     | ○     | ○      |
| 田村マサオ/13番           | 田村マサオ/13番           | ARATA（現：井浦新）        | ○     | ○     | ○      |
| 敷島ミカ                  | 敷島ミカ                  | 片瀬那奈                   | ○     | ○     | ○      |
| 敷島鉄男                  | 敷島鉄男                  | 北村総一朗                 |       |       | ○      |
| モンちゃん/子門真明       | 現代                      | 宇梶剛士                   | ○     | ○     |        |
| モンちゃん/子門真明       | 幼少                      | 矢野太一                   | ○     | ○     | ○      |
| ヤマネ/山根昭夫           | 現代                      | 小日向文世                 | ○     | ○     |        |
| ヤマネ/山根昭夫           | 幼少                      | 安彦統賀                   | ○     | ○     | ○      |
| ドンキー/木戸三郎         | 現代                      | 生瀬勝久                   | ○     |       |        |
| ドンキー/木戸三郎         | 幼少                      | 吉井克斗                   | ○     | ○     | ○      |
| ケロヨン/福田啓太郎       | 現代                      | 宮迫博之（雨上がり決死隊） | ○     |       | ○      |
| ケロヨン/福田啓太郎       | 幼少                      | 森山拓哉                   | ○     | ○     | ○      |
| コンチ/今野裕一           | 現代                      | 山寺宏一                   |       | ○     | ○      |
| コンチ/今野裕一           | 幼少                      | 清水歩輝                   | ○     | ○     | ○      |
| サダキヨ/佐田清志         | 現代                      | ユースケ・サンタマリア     |       | ○     |        |
| サダキヨ/佐田清志         | 幼少                      | 藤原薫                     | ○     | ○     | ○      |
| ヤン坊                    | 幼少                      | 山田清貴                   | ○     |       | ○      |
| ヤン坊                    | 現代                      | 佐野史郎                   | ○     |       | ○      |
| マー坊                    | 幼少                      | 乙黒勇希                   | ○     |       | ○      |
| マー坊                    | 現代                      | 佐野史郎                   | ○     |       | ○      |
| 諸星壇                    | 諸星壇                    | 津田寛治                   | ○     |       | ○      |
| 諸星の母                  | 諸星の母                  | 吉行和子                   | ○     |       |        |
| 市原節子                  | 市原節子                  | 竹内都子                   | ○     |       | ○      |
| ピエール一文字/一文字勇三 | ピエール一文字/一文字勇三 | 竹中直人                   | ○     |       | ○      |
| 遠藤チヨ                  | 遠藤チヨ                  | 石井トミコ                 | ○     |       | ○      |
| ケンヂの同級生            | 現代                      | 石橋保                     | ○     |       | ○      |
| ケンヂの同級生            | 現代                      | 入江雅人                   | ○     |       |        |
| 池上正人                  | 現代                      | 藤井フミヤ                 | ○     |       |        |
| 池上正人                  | 幼少                      | 吉田海夕                   | ○     |       | ○      |
| 蝶野将平                  | 蝶野将平                  | 藤木直人                   |       | ○     | ○      |
| 春波夫                    | 春波夫                    | 古田新太                   |       | ○     | ○      |
| 高須                      | 高須                      | 小池栄子                   |       | ○     | ○      |
| 小泉響子                  | 小泉響子                  | 木南晴夏                   |       | ○     | ○      |
| 仁谷神父                  | 仁谷神父                  | 六平直政                   |       | ○     | ○      |
| 中国マフィア・王          | 中国マフィア・王          | 陳昭榮                     |       | ○     | ○      |
| タイマフィア・チャイポン  | タイマフィア・チャイポン  | Samat Sangsangium          |       | ○     | ○      |
| 落合翔太                  | 落合翔太                  | 佐藤涼平                   |       | ○     | ○      |

### 1作限りの出演
第1章
- アルバイト店員・エリカ：池脇千鶴
- ロックバンドのボーカル：及川光博
- バックバンド：ナイトメア
- ノブオ：布川敏和
- チョーさん/五十嵐長介：竜雷太
- 浜さん：横山あきお
- 血まみれの男：遠藤憲一
- 木戸美津子：洞口依子
- フジヤマトラベル（声）：中村正
- 洗脳される女性 : 貴船汐音
- 女性アナウンサー：豊田順子（日本テレビアナウンサー）
- 敷島ゼミの学生：鈴木崇大（タカアンドトシのタカ）、三浦敏和（タカアンドトシのトシ）
- スクーターの男たち：中田敦彦（オリエンタルラジオ）、藤森慎吾（オリエンタルラジオ）
- 友民党CMのタレント/ 山田花子：本人
- 友民党CMのタレント/ 藤井隆：本人
- コメンテーター：デーブ・スペクター、宮崎哲弥

第2章
- マライア：前田健
- ブリトニー：荒木宏文
- ホクロの巡査：佐藤二朗
- 七龍の店主：西村雅彦
- 仲畑：山崎樹範
- 歌舞伎町警察署長：石丸謙二郎
- 斉木刑事（歌舞伎町署）：西村和彦
- 東野刑事（歌舞伎町署）：田中要次
- 山根宅の隣人：佐々木すみ江
- オデオン座の老人：梅津栄
- 万博司会者：徳光和夫
- 珍宝楼の店主・珍：小松政夫
- オッチョの元妻：吉田羊
- 男性アナウンサー：羽鳥慎一（日本テレビアナウンサー）
- パレードのリポーター：小倉淳
- 円卓会議のメンバー：設楽統(バナナマン)日村勇紀(バナナマン)

最終章
- ビリー：高橋幸宏
- 磯乃サナエ：福田麻由子
- カツオ：広田亮平
- 厳道館師範代・大垣：武蔵
- カンナ一派副官：谷口賢志
- 地球防衛軍隊員：高嶋政伸、田村淳（ロンドンブーツ1号2号）
- 猟師：遠藤賢司
- エロイムエッサイムズのギタリスト：武内享
- コンサートの客：ダイアモンド☆ユカイ、MCU、吉田照美、原口あきまさ、斎藤工、左右田一平、田上よしえ

## スタッフ
- 原作：浦沢直樹
- 監督：堤幸彦
- 脚本：長崎尚志、福田靖（第1章）、浦沢直樹（第1章、最終章）、渡辺雄介（第1章、第2章）
- 脚本監修：浦沢直樹（第2章）
- 脚本協力：渡辺雄介（最終章）
- 音楽監督：白井良明
- 音楽：白井良明、長谷部徹、Audio Highs、浦沢直樹
- 製作指揮：島田洋一（第1章）、小杉善信（第2章）、宮崎洋（最終章）
- 製作：堀越徹、亀井修、島谷能成、平井文宏、西垣慎一郎、島本雄二、大月昇、和田倉和利、長坂信人、板橋徹
- エグゼクティブプロデューサー：奥田誠治
- 企画：長崎尚志
- プロデューサー：飯沼伸之、甘木モリオ、市山竜次
- Coプロデューサー：大平太（第1章）、大村信
- セカンドユニット監督：木村ひさし
- 撮影：唐沢悟
- アクションコーディネーター：諸鍛冶裕太、村上潤
- 美術：相馬直樹
- 照明：木村明生
- 録音：鴇田満男
- 編集：伊藤伸行
- VFXスーパーバイザー：野崎宏二
- VFXディレクター：阪上和也
- 助監督：白石達也
- 製作担当：吉崎秀一
- 制作主任：高瀬大樹
- ラインプロデューサー：井上潔
- キャスティング：才士真司（オガワシンジ）
- 映像制作：東宝映像美術
- 映画「20世紀少年」製作委員会：日本テレビ放送網、小学館、東宝、バップ、讀賣テレビ放送、電通、読売新聞、シネバザール、オフィスクレッシェンド、ディーライツ、札幌テレビ放送、宮城テレビ放送、静岡第一テレビ、中京テレビ放送、広島テレビ放送、福岡放送
- 制作プロダクション：シネバザール、オフィスクレッシェンド
- 配給：東宝

## 楽曲
- 主題歌：T. Rex「20th Century Boy」
- 最終章主題歌：The Million Dollar Band「Bob Lennon」
- 劇中歌・劇中曲
  - 第1章
    - Kenji「Bob Lennon」
    - 「愛・ROCK・友」
    - Otoho in Shibuya「Brothers」
    - PAUL MAURIAT GRAND ORCHESTRA「"PENELOPE"/エーゲ海の真珠」
    - ボブ・ディラン「ライク・ア・ローリング・ストーン」
    - 「恋の季節」

  - 第2章
    - Kenji「Bob Lennon」
    - 「ハロハロ音頭」
    - 「燃え落ちた家」
    - 「Suspense」
    - 「世界の国からこんにちは」
    - 「帰ってきたヨッパライ」
    - 「The Thunderer」
    - 「24 Preludes Op.28 No.3 G-dur: Vivace」

## プロモーション・イベント
第1章は2008年8月7日に六本木ヒルズアリーナにて4000万円をかけた巨大ロボット（幅9m×高さ9m×奥行9m）の前で完成披露会見を行った。また、パリのルーブル美術館で世界初となるモナリザの前でワールドプレミア記者会見を行い、アメリカのサンフランシスコで開催されたプレミアイベントでは、第1章が日本文化の代表として出展された。
第2章は太陽の塔を国内史上最大のイベント費用8000万円で1日だけ「ともだちの塔」に変え、その前で完成披露会見を行った。
最終章は東京国際フォーラムにて完成披露会見を行った。最終章では映画オリジナルの結末が描かれていることから、完成披露試写会では情報漏れを防ぐためにエンドロール後のラスト約10分をカットした特別編集版が上映された。劇場公開以前で、製作スタッフの中でも結末を知っていたのは監督含めわずか数名に留まるとされている。

### キャッチコピー
第1章「終わりの始まり」
- 待望の実写映画化! 全3部作の第1章、降臨。
- 「終わり」が始まる。
- 世界が終わろうとしています。僕らの“ともだち”によって―。
- すべてはここにある。
- キミはともだち?

第2章「最後の希望」
- 新たな「終わり」。
- さぁ、みんな“つづき”を始めよう―。

最終章「ぼくらの旗」
- そうだよ、ぼくだよ。ぼくが“ともだち”だよ。
- もうひとつの 結末。もうひとりの ともだち。

### タイアップ・コラボレーションなど
3部作の公開に際し、様々な形でタイアップやコラボレーションなども行われた
- ケイ・オプティコム『eo光』（唐沢が出演）とのタイアップしたCMが第1章の公開前後に放送された[注釈 5]。
- 日本テレビ『スッキリ!!』（8月4日 - 29日の放送）では、「20世紀の少年たち」と題して出演者の少年時代の話の再現ドラマを放送、映画の子役たちが各キャストに併せて演じた。また第2章、最終章では「20世紀少年からの贈り物」と題し、プレゼント企画を行った。
- 2008年8月23日から31日に開催された「わくわく宝島」に、巨大ロボットと「ともだちの塔」が展示された。
- 2008年11月24日放送の『ヤッターマン限定1時間SP』では同作品の実写版の三悪キャストの舞台挨拶が行われた映画館に『22世紀青年』というタイトルのポスターが貼られ、ドクロベエがともだちのシンボルマークの上に現れ、「ドロンジョくん、あそびましょ」と言っていた。
- 2009年1月26日 - 29日、日本テレビで21時台の番組の放送直前に放送されるミニ番組に"ともだち"が登場した。また、25:44 - 25:54にはカウントダウン番組が行われ、1月30日には見所紹介番組が放送されていた。

## 受賞
- ボウリングの振興に貢献した著名人やテレビ番組などを表彰する「第16回ボウリング・マスメディア大賞」で映画「20世紀少年」が、特別貢献賞を受賞した。出演している女優の木南晴夏が出席した。映画にボウリングのエピソードは一切登場しないが、木南は『ビッグコミックスピリッツ』内のインタビューにおいて収録自体はしましたと語っている。内容は『もうひとつのエンディングバージョン』において見ることができる。
- 第22回日本メガネ・ベストドレッサー賞で唐沢寿明がサングラス部門を受賞した。映画「20世紀少年」でのサングラス姿が評価され「サングラス部門賞」に輝いた。

## テレビ放映
映画本編
- 2009年8月21日20:00 - 22:54に『金曜特別ロードショー』枠にて第1章を地上波初放送。関東地区における視聴率は15.5%。
- 2010年8月13日21:00 - 22:54・20日21:00 - 23:24・27日21:00 - 23:24の『金曜ロードショー』にて全3章を一挙放送。第2章と最終章は地上波初放送。最終章のエンドロール後に、劇場版にはない新たなシーンが追加された。関東地区における視聴率は12.0%（第1章）、13.3%（第2章）、15.2%（最終章）。
- 2010年12月12日、日本映画専門チャンネルにて全シリーズの劇場オリジナル版を無料放送。

特別版『もう一つの〜』
いずれも本編に未公開シーンと新たに撮影されたシーンを加え、新たな角度から描くアナザーバージョンに相当する作品となっている。両作品とも、演出：木村ひさし、総監督：堤幸彦。
『本格科学冒険映画 20世紀少年 〜もう一つの第1章〜』
第2章公開直前の2009年1月30日21:00 - 22:54に『金曜特別ロードショー』枠で放映。劇場版第1章でカットされたシーンなどが原作に忠実となるよう構成が再編集されている。関東地区における視聴率は18.6%。
『本格科学冒険映画 20世紀少年 〜もう一つの第2章〜』
最終章公開直前の2009年8月28日21:00 - 23:09に『金曜特別ロードショー』枠で放映。劇場版に無かった着流しの男（演：平田満）が登場するカジノのエピソードや、マルオがともだちを巻き込んで自爆しようとするエピソードが追加されているが、サダキヨやマライア・ブリトニーに関するエピソードは全てカットされている。前週の8月21日に放送された劇場版第1章と2週連続で放送された。関東地区における視聴率は17.5%。
特別リミックス版『サーガ』
3部作を1本の壮大な物語（サーガ）として再構築した作品。劇場版の映像に加え、特別版『もう一つの第1章』・『もう一つの第2章』の素材のほか、劇場版やDVDにも使用されていない本邦初公開の映像も追加して再構築した特別リミックス版。堤幸彦監督監修のもと、新たな『20世紀少年』として放送される。
『20世紀少年 サーガ 第1夜』
2012年10月12日21:00 - 22:54に『金曜ロードSHOW!』枠で放送。関東地区における視聴率は9.8%。
『20世紀少年 サーガ 第2夜』
2012年10月19日21:00 - 22:54に『金曜ロードSHOW!』枠で放送。関東地区における視聴率は9.7%。
『20世紀少年 サーガ 第3夜』
2012年10月26日21:00 - 22:54に『金曜ロードSHOW!』枠で放送。関東地区における視聴率は9.6%。

## Blu-ray・DVD
いずれも発売・販売元はバップ。

### ナビゲートDVD
- 20世紀少年 秘密大図鑑 上巻（1枚組・原作及び映画第1作目を中心としたナビゲートDVD。2008年8月6日発売）
  - 収録内容
    - あらすじ「20世紀少年」とは?
    - 驚くべき豪華キャスト
    - 映画に隠された謎
    - 対談映像 監督：堤幸彦×原作：浦沢直樹×企画：長崎尚志
    - 「20世紀少年 -第1章- 終わりの始まり」劇場予告編

### 第1章
第1章は2009年1月30日発売。
- 20世紀少年 -第1章- 終わりの始まり DVD通常版（1枚組）
  - 映像特典
    - -第1章- 特報
    - -第1章- 劇場予告編集
    - -第1章- TVスポット集
    - 『-第2章- 最後の希望』特報・劇場予告編

  - アウターケース付きトールケース仕様
- 20世紀少年 -第1章- 終わりの始まり DVD豪華版（1枚組・生産限定）
  - 映像特典：第1章通常版と同様
  - 封入特典
    - オリジナル・ギターピック
    - ともだちマークの旗（原っぱメンバー手書きバージョン）

  - アナログLP（ダブルジャケット）仕様
- 20世紀少年 -第1章- 終わりの始まり ブルーレイ（1枚組）
  - 映像特典：第1章DVD通常版・豪華版と同様

### 第2章
第2章は2009年8月28日発売。
- 20世紀少年 -第2章- 最後の希望 DVD通常版（1枚組）
  - 映像特典
    - -第2章- 特報
    - -第2章- 劇場予告編集
    - -第2章- TVスポット集
    - 『-最終章- ぼくらの旗』特報・劇場予告編

  - アウターケース付きトールケース仕様
- 20世紀少年 -第2章- 最後の希望 DVD豪華版（2枚組・生産限定）
  - ディスク1：本編DVD（通常版と同様）
  - ディスク2：20世紀少年 秘密大図鑑 下巻
    - 映画史に残る超大作の歩み
    - 第1章、第2章のおさらい
    - 謎解きのキーポイント
    - 20世紀少年の秘密
    - 最終章に向けて
    - 「20世紀少年 -最終章- ぼくらの旗」劇場予告編

  - 封入特典
    - オリジナル・ギターピック第2弾

  - アナログLP（ダブルジャケット）仕様
- 20世紀少年 -第2章- 最後の希望 ブルーレイ（1枚組）
  - 映像特典：DVD豪華版と同様

第2章のBlu-ray版で、アナログ出力で視聴した際にハイビジョン画質ではなくスタンダード画質での再生となってしまう不具合が起こっている。なお不具合版と修正版では、ジャケットのvapの文字の色と貼られているシールの色が白から黄色に変更されているので区別することができる。

### 最終章
最終章は2010年2月24日発売。最終章本編ディスクはBlu-ray版、DVD版（セルのみ）共に劇場公開版本編のほか、未公開シーンを約11分追加した「もうひとつのエンディングバージョン」を同時収録。
- 20世紀少年 -最終章- ぼくらの旗 DVD通常版（1枚組）
  - 映像特典
    - バックステージシーン完全版
    - -最終章- 特報集
    - -最終章- 劇場予告編集
    - -最終章- TVスポット集
    - “最後の10分”予告編（試写会用）

  - アウターケース付きトールケース仕様
- 20世紀少年 -最終章- ぼくらの旗 DVD豪華版（2枚組・生産限定）
  - ディスク1：本編DVD（通常版と同様）
  - ディスク2：特典DVD
    - ドキュメント・オブ・『20世紀少年』

  - 封入特典
    - オリジナル・ギターピック第3弾

  - アナログLP（ダブルジャケット）仕様
- 20世紀少年 -最終章- ぼくらの旗 ブルーレイ（2枚組・本編BD+特典DVD）
  - ディスク1：本編BD（DVD通常版と同様）
  - ディスク2：特典DVD（DVD豪華版と同様）

### 3部作セット
3部作セットはBlu-ray版、DVD版共にリーフレット封入、アウターケース付きデジパック仕様で、初回限定生産。2010年2月24日に最終章Blu-ray・DVDと同時リリース。
- 20世紀少年 DVDセット（3枚組）
  - ディスク1：「-第1章- 終わりの始まり」DVD（通常版と同様）
  - ディスク2：「-第2章- 最後の希望」DVD（通常版と同様）
  - ディスク3：「-最終章- ぼくらの旗」DVD（通常版と同様）
- 20世紀少年 BDセット（4枚組）
  - ディスク1：「-第1章- 終わりの始まり」BD（単品BD版と同様）
  - ディスク2：「-第2章- 最後の希望」BD（単品BD版と同様）
  - ディスク3：「-最終章- ぼくらの旗」BD（単品BD版と同様）
  - ディスク4：特典DVD「ドキュメント・オブ・『20世紀少年』」（最終章DVD豪華版、BD版と同様）